# كاثينون
الكاثينون (بالإنجليزية: Cathinone)‏، أوالبينزويلثانامين (بالإنجليزية: benzoylethanamine)‏، المعروف أيضا باسم أو "أملاح الاستحمام"، هو أحادي الأمين القلوي يتواجد في شجيرة القات ومشابه كيميائيا للايفيدرين، والكاثين وغيرها من الأمفيتامينات. يحث الكاثينون على الإفراج عن الدوبامين. وربما هو المساهم الرئيسي في منشطات تعاطي القات. الكاثينون يختلف عن العديد من الأمفيتامينات الأخرى في أن لديه كيتون لمجموعة وظيفية خاصة به. والأمفيتامينات الأخرى التي تتقاسم هذه البنية تشمل المضادة للاكتئاب البوبروبيون والمنشطات مثل المثكاثينون.

## الكيمياء
كاثينون هو هيكليا متصل مع المثكاثينون، كما يربط منشطات الميثامفيتامين. ويختلف عن المنشطات من حيث انه يمتلك كيتون الأوكسجين ذرة (C = O) على β (بيتا) موقف سلسلة جانبية. المقابلة الكحول مركب الكاثين هو المنشط أقل قوة. تحويل biophysiological من الكاثينون إلى الكاثين هو المسؤول عن depotentiation من القات يترك على مر الزمن. الأوراق الطازجة لديهم نسبة أكبر من الكاثينون إلى الكاثين من تلك المجففة.

## الآثار الجانبية
دوليًا، الكاثينون هو الجدول الأول للمخدرات تحت اتفاقية المؤثرات العقلية. حوالي عام 1993، DEA المضافة الكاثينون إلى قانون المواد الخاضعة للرقابة في الجدول الأول
بيع القات هو قانوني في بعض الولايات القضائية، ولكنه يعتبر غير المشروع في بلدان أخرى
من الناحية التركيبة الكيميائية الكاثينون، مشابه للميثامفيتامين. ويكفي شمه أم استنشاقه(تدخينه) أم حقنه للتحول إلى متعاطي مخدرات. فالمخدر يحتوي على مواد كيميائية، يكون لها أبعاد تراجيدية ترويعية بالجسم، كما الميفيدرون ومادة (Mdpv). ما يؤدي اما إلى دخول المستشفى أو إلى الوفاة. يكفي أن درجة حرارة الجسم ترتفع إلى 42 درجة مئوية، للمتعاطي، علاوة على ارتفاع ضغط الدم وزيادة نبض القلب، في الدقيقة، فان تشنجات عضلية خطرة تضرب جسم المتعاطي. يذكر أن مادتي الميفيدرون و(Mdpv) مماثلتين للغاية للعامل المنشط الموجود في نبات القات، وهو مخدر متفشي جداً في الدول العربية وأفريقيا الشرقية. ان التداعيات النفسية للكاثينون تستمر شهور عدة، ولم ينجح الأطباء، حتى عن طريق المهدئات، في مساعدة كل من دخل قسم الاسعافات الأولية للتخلص من مفعول هذا المخدر.

## وصلات إضافية
- Erowid Cathinone Vault
- Cathinone Popularity Soars in Israel
- Photos of cathinone before it is extracted from khat